# Фессар, Этьен
Этьен Фессар (фр. Étienne Fessard; 1714, Париж — 23 апреля 1777, Париж) — французский рисовальщик и гравёр; мастер книжной иллюстрации, член Королевской академии живописи и скульптуры.

## Биография
Этьен Фессар учился рисунку и гравюре резцом в Париже у Эдма Жора, и вскоре был принят в Академию в качестве гравёра короля (graveur du roi).
Фессар оставил после себя обширное наследие гравюр, выполненных в основном резцом на меди, работая совместно с художниками своего времени, такими как Ван Лоо, Шарден и Натуар.
Одним из его шедевров было издание «Басен» Лафонтена, опубликованное им в период с 1765 по 1775 год в шести томах формата «ин-октаво» за свой счёт; текст басен и все рисунки, выполненные Монне, Лютербуром и Барденом, Фессар награвировал сам: эта работа имела большой успех.